# Fliesteden
Fliesteden ist ein Stadtteil der Stadt Bergheim im nordrhein-westfälischen Rhein-Erft-Kreis.

## Geschichte
Fliesteden wurde 1134 als „Vlysteiden“ erstmals in einer Urkunde erwähnt, was so viel wie „Siedlung an einem Gewässer“ heißt.
Fliesteden war eine freie Herrschaft, deren landesherrliche Zugehörigkeit zwischen dem Herzogtum Jülich und dem Kurfürstentum Köln umstritten war, aber von beiden nicht durchgesetzt werden konnte. Der Graf von Reifferscheid-Bedburg war Hauptinhaber der Herrschaft; neben ihm waren die Besitzer der Oberen und der Unteren Burg bis zum Aussterben der Linie die Raitz von Frentz zu Fliesteden (zuletzt der Graf von Belderbusch und ein Herr von Grass) Mitherren. Im Jahre 1715 ließ der Kölner Kurfürst Joseph Clemens die Herrschaft militärisch besetzen und den Herrn von Grass in Brühl einsperren.

## Baudenkmäler

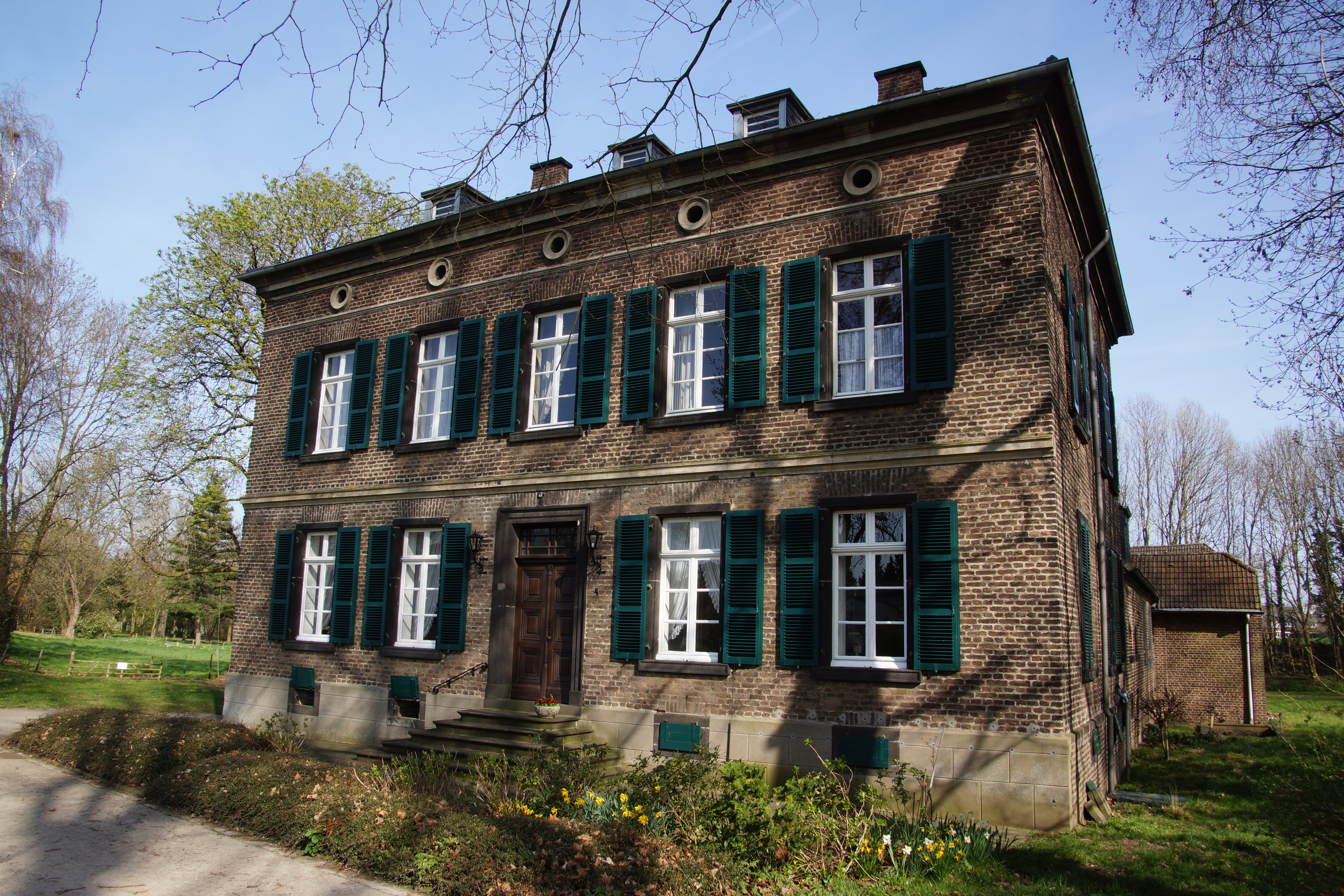
Oberburg

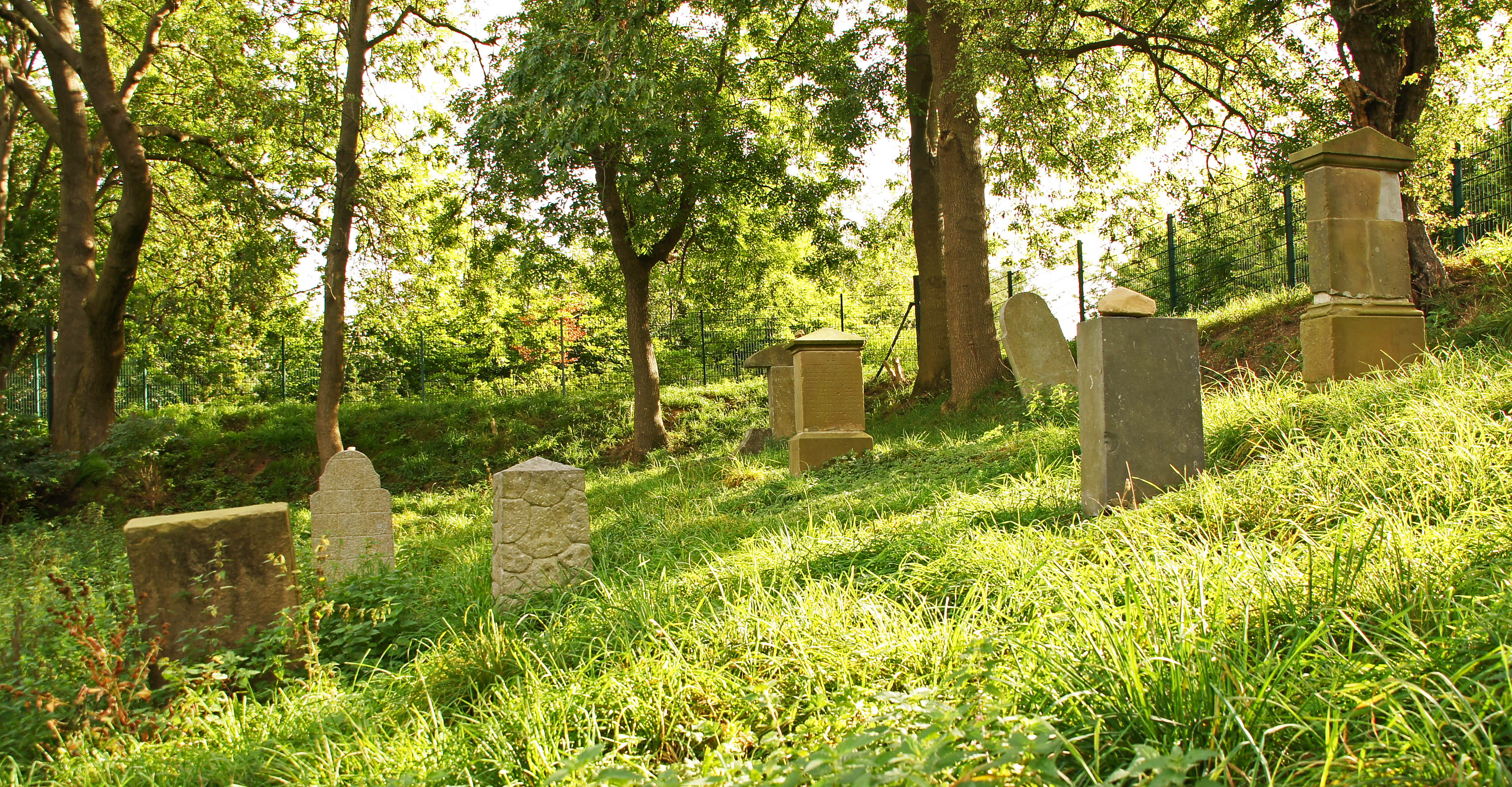
Jüdischer Friedhof

- Die ehemalige Fliestedener Kapelle (vermutlich 1557) war zunächst Filiale von Büsdorf; seit 1842 selbständige Pfarrei. Der heutige neuromanische Bau wurde 1854 errichtet.
- Oberburg (sogenannte Burg): Rittersitz, erstmalige Erwähnung 1292 als Besitz von Wickrath; heutiges Wohnhaus um 1840.
- Unterburg (auch Frenzenhof oder Kitzburg); Rittersitz; 1250 im Besitz der Familie v. Stommel; heutiger Bau um 1760.
- Jüdischer Friedhof am Wänkselsberg: Der Friedhof wurde während der Zeit des Nationalsozialismus völlig zerstört und ist auch nach 1945 immer wieder verwüstet worden. Von insgesamt acht Gräbern sind nur drei Grabsteine (Mazewot) unbeschädigt.[3]

## Verkehr
Die VRS-Buslinie 970 der Rhein-Erft-Verkehrsgesellschaft verbindet Fliesteden mit Bergheim und Köln-Bocklemünd. Zusätzlich verkehren einzelne Fahrten der auf die Schülerbeförderung ausgerichteten Linien 923 und 972.
| Linie | Verlauf |
| ----- | --- |
| 923   | Stadtverkehr Bergheim |
| 970   | Bocklemünd (Stadtbahn) – Pulheim – Stommeln – Fliesteden – Büsdorf – Niederaußem – Oberaußem – Bergheim Bf (/ Quadrath-Ichendorf Bf)                    |
| 972   | Schülerverkehr: (Weiden West –) Abtei Brauweiler – Fliesteden – Glessen – Büsdorf – Niederaußem – Oberaußem – Quadrath-Ichendorf – Kenten – Bergheim Bf |

## Persönlichkeiten
- Peter Fliesteden (unbekannt–1529), Reformator und Märtyrer, der am 28. September 1529 auf Melaten bei Köln hingerichtet wurde.
- Helene Adams (1865–1943), Opfer des Nationalsozialismus
- Josef Effertz (1907–1984), Landwirt und Politiker, Minister für Ernährung, Landwirtschaft und Forsten sowie letzter Regierungspräsident des Regierungsbezirkes Aachen.
- Manfred Stock (* 1932), Gartenbauer mit Bundesverdienstkreuz (1986), gründete 1971 in Fliesteden den Naturschutzbund Erftkreis im späteren NABU. Er wohnt seit 1995 in Norken, ist aber seinem Wirkungskreis immer noch verbunden.
- Christian Müller (* 1938), Fußballspieler beim 1. FC Köln
- Christian Breuer (1939–2017), Fußballspieler
- Rita Lü (* 1959), bildende Künstlerin